# El Kharrouba
El Kharrouba è un comune dell'Algeria, situato nella provincia di Boumerdès.